# Mayckel Lahdo
Mayckel Lahdo, né le 30 décembre 2002 à Stockholm en Suède, est un footballeur suédois d’origine araméen syriaque qui joue au poste d'ailier gauche au  FC Nantes.

## Biographie

### En club
Né à Stockholm en Suède de parents araméens syriaques, Mayckel Lahdo commence le football à l'Arameisk-Syrianska IF (en) avant d'être formé par le Hammarby IF. Il commence toutefois sa carrière professionnelle à l'IK Frej, en troisième division suédoise, où il est prêté en 2020. Il joue ainsi son premier match en professionnel avec ce club, lors d'une rencontre de championnat le 19 juillet 2020 contre le Vasalunds IF. Il est titularisé et son équipe s'incline par quatre buts à zéro.
Le 11 janvier 2021, Lahdo prolonge son contrat avec Hammarby de deux ans et est intégré à l'équipe première, avec laquelle il commence à s'entraîner en vue des matchs de présaisons. Il joue son premier match avec l'équipe première d'Hammarby le 20 février 2021, à l'occasion d'une rencontre de coupe de Suède face à l'AFC Eskilstuna. Il entre en jeu à la place d'Akinkunmi Amoo et son équipe l'emporte par quatre buts à un. Lahdo fait sa première apparition dans l'Allsvenskan, l'élite du football suédois, contre l'IFK Göteborg le 23 septembre 2021. Il entre en jeu à la place d'Akinkunmi Amoo et voit son équipe s'imposer par trois buts à zéro.
Voyant son offre de prolongation de contrat refusée par le joueur, l'Hammarby IF décide donc de le vendre lors de l'été 2022. Mayckel Lahdo rejoint ainsi les Pays-Bas pour s'engager en faveur de l'AZ Alkmaar. Le transfert est annoncé le 17 juin 2022 et il signe un contrat courant jusqu'en juin 2027.
Lahdo fait ses débuts sous ses nouvelles couleurs le 28 juillet 2022, à l'occasion d'une rencontre qualificative pour la phase de groupe de Ligue Europa Conférence 2022-2023 face au FK Tuzla City. Il entre en jeu à la place de Jens Odgaard et se fait remarquer en inscrivant son premier but pour l'AZ. Il participe ainsi à la victoire des néerlandais sur le score de quatre buts à zéro,.

### En sélection
Mayckel Lahdo joue son premier match avec l'équipe de Suède espoirs le 17 novembre 2022, lors d'un match amical face au Danemark. Titularisé ce jour-là, il se fait remarquer en inscrivant son premier but avec les espoirs, en ouvrant le score, mais aussi en délivrant une passe décisive pour Jacob Ondrejka sur le deuxième but des siens. Les deux équipes se neutralisent toutefois (2-2 score final). Lors de sa deuxième apparition, le 20 novembre suivant contre l'Azerbaïdjan, il marque son deuxième but après être entré en jeu à la place d'Oscar Uddenäs. Il délivre également une passe décisive pour Omar Faraj et participe ainsi à la victoire de son équipe par huit buts à un.